# Плутон (ракета)
Вижте пояснителната страница за други значения на Плутон.
Плутон (на френски: Pluton) е френска тактическа квазибалистична ракета земя-земя, предназначена да нанася ядрени удари по противникови войскови формирования.
Въведена е в експлоатация през 1974 година и е основната тактическа атомна ракета на Френската армия през Студената война.
Минималният ѝ обсег е 17 км, а максималният – 120 км. Поради тази причина тя е била способна да удря цели само на територията на Франция или Западна Германия. Плутон е можела да пренася една ядрена бойна глава с мощност от 15 или 25 килотона в зависимост от бойните условия. Установката е сравнително лека, което я прави лесна за употреба дори в тежки условия.
Системата е разполагала и с безпилотен самолет, който е доставял актуална информация за целта.
Ракетите Плутон са изтеглени от употреба през 1993 година и са заменени от по-далекобойните Хадес.